# Makkikha II
Makkikha (Gugabaz, ... – Baghdad, 18 aprile 1265) è stato un vescovo cristiano orientale siro, metropolita di Nisibi e patriarca della Chiesa d'Oriente dal 1265 al 1265.

## Biografia
Makkikha era nativo di Gugabaz, villaggio della regione di Nisibi, ed era metropolita di Nisibi quando morì il patriarca Sabrisho V, il 20 maggio 1256.
Diversi furono i candidati per la successione al trono patriarcale. Lo storico nestoriano Sliwa bar Yuhanna menziona, oltre a Makkikha di Nisibi, anche Denha di Erbil e Elia di Beth Lapat. Secondo lo storico Barebreo, le autorità civili colsero l'occasione per mettere in vendita il patriarcato al miglior offerente; si trattava di pagare la tangente più cospicua. Denha raccolse la somma necessaria per battere gli avversari, ma false accuse nei suoi confronti, portarono la scelta sull'anziano metropolita di Nisibi, Makkikha, che fu consacrato e intronizzato nuovo patriarca nella chiesa di Kohe a Al-Mada'in nel mese di marzo 1257.
Makkikha fu l'ultimo patriarca dell'era abbaside di Baghdad e l'ultimo patriarca che risiedette stabilmente nella capitale califfale. Nel novembre del 1257 la città fu posta sotto assedio dalle truppe mongole di Hulagu Khan. Il patriarca, assieme ad altre dignità della corte, fece parte della delegazione che l'ultimo califfo, al-Musta'sim, inviò al capo mongolo per trattare una resa onorevole della città.
Il 10 febbraio 1258 Baghdad fu presa, saccheggiata, e molti abitanti trovarono la morte. Il patriarca Makkikha ottenne garanzie per la comunità cristiana della città e sembra che le chiese e i monasteri furono preservati dalla distruzione, grazie anche all'appoggio della moglie di Hulagu Khan, la cristiana nestoriana Doquz Khatun. Sliwa bar Yuhanna riferisce che Hulagu Khan concesse al patriarca, come nuova residenza patriarcale, il palazzo che fu la sede dei califfi della città, e che ordinò la costruzione di una nuova cattedrale.
Il patriarcato di Makkikha durò poco più di 8 anni. Morì il 18 aprile 1265 e fu sepolto nella nuova chiesa cattedrale nell'ex palazzo califfale.